# Robert Ligou
Pour les articles homonymes, voir Ligou.
Robert Ligou (né le 22 avril 1921 à Ploemeur, Morbihan, mort la 23 juillet 1983 à Montauban, Tarn-et-Garonne). Il a été professeur de philosophie à l'École normale de Montauban. Frère jumeau de l'historien Daniel Ligou, il a écrit plusieurs ouvrages de poésies et des articles de philosophie.

## Biographie
Robert Ligou nait à Ploemeur en 1921 d'un père, Arnaud Ligou, originaire de Montauban. Son frère jumeau, Daniel Ligou, est historien. La famille revient se fixer à Montauban en 1925.
Il obtient une licence en philosophie à l'issue d'un cursus universitaire à Toulouse et à Montpellier.
Il enseigne dans plusieurs villes d'Aquitaine et de Midi-Pyrénées (Pau, Millau où il rencontre Jeannine, sa future épouse, Toulouse, Limoux).
Il est affecté à l'École normale d'instituteurs du Tarn-et-Garonne en 1953.
Retraité en 1981, il meurt en 1983 à Montauban,.

## Publications à compte d'auteur
- Poèmes Aquitains (1957), Éditions du Beffroi, Millau, 1960,
- Symphonie des matins calmes, Illustrations de Pierrot Salsi, Éditions Subervie, Rodez, 1975,
- Ballet des quatre saisons, Éditions Subervie, Rodez, 1977,
- Carnet de route d'un Tarn et Garonnais romantique, Livre I 1978, Livre II 1980, Livre III 1982,
- la Rivière de Bio (posthume), Éditions Subervie, Rodez, 1984. comprenant les titres suivants :
  - Carnet de route d'un Tarn et Garonnais romantique Livre IV inachevé,
  - La Symphonie déconcertante,
  - Quasi una fantasia.

- nombreux articles dans la revue de Gaston Berger : Études philosophiques[5]

## Hommage
À Montauban, une école a porté son nom.